# Río Negro (departman)
Departman Río Negro departman je u zapadnom dijelu Urugvaja. Graniči s departmanom Paysandú na sjeveru, Tacuarembóm na istoku,   Duraznom na jugoistoku i  Sorianom na jugu. Sjedište departmana je grad Fray Bentos. Rijeka Urugvaj ga odvaja od Argentine. Prema popisu stanovništva iz 2011. godine, departman ima 54.765 stanovnika.

## Stanovništvo i demografija
Prema popisu stanovništva iz 2011. godine na području departmana živi 54.765 stanovnika (27.576 muškaraca i 27.189 žena) u 20.975 kućanstava.
- Prirodna promjena: 0.529 ‰
  - Natalitet: 15,82  ‰
  - Mortalitet: 7,38  ‰
- Prosječna starost: 31,5 godina
  - Muškarci: 31,3 godina
  - Žene: 31,6 godina
- Očekivana životna dob: 78,04 godine
  - Muškarci: 74,78 godine
  - Žene: 81,05 godine
- Prosječni BDP po stanovniku: 9.137  urugvajskih pesosa mjesečno

- Izvor: Statistička baza podataka 2010.[2]

| Grad         | Stanovništvo |
| ------------ | ------------ |
| Fray Bentos  | 22.406       |
| Young        | 16.756       |
| Nuevo Berlín | 2.450        |
| San Javier   | 1.781        |

| Naselje      | Stanovništvo |
| ------------ | ------------ |
| Barrio Anglo | 785          |
| Algorta      | 779          |
| Grecco       | 598          |
| Colonia Ofir | -            |

## Vanjske poveznice
- (šp.) Departman Río Negro - službene stranice